# Het verhaal van koning Joenaan en de geleerde Doebaan
Het verhaal van koning Joenaan en de geleerde Doebaan is een verhaal binnen het grotere kaderverhaal uit de verhalencyclus Duizend-en-een-nacht.

## Verhaal
In het land Zoemaan leefde koning Joenaan die aan melaatsheid leed. Niemand kon hem genezen. Op een dag verscheen de geleerde Doebaan. Hij kondigt aan de koning te genezen waar iedere andere geleerde heeft gefaald. Hij maakt een holle polostok met daarin een zalfje, dat tijdens het spel door des konings zweet door zijn huid zal worden opgenomen. De volgende dag is de huid van de koning gaaf.
De vizier van Joenaan werd jaloers op Doebaan en stookte de koning tegen hem op. Om de koning van zijn goede bedoelingen te overtuigen vertelt hij hem Het verhaal van de prins en de ghoela. De vizier weet de koning over te halen en hij laat Doebaan onthoofden. Maar Doebaan krijgt wel respijt voor een jaar om afscheid te nemen en zijn erfenis te regelen, maar vooral omdat hij de koning heeft verlekkerd met een geheim boek 'Het Geheim der geheimen'. De geleerde instrueert Joenaan om zijn afgehakte hoofd op een speciaal geprepareerde schaal te zetten na de executie. Zo geschiedt en het afgehakte hoofd blijft maar tegen de koning zeggen dat hij moet doorbladeren. Door het gif op de pagina's sterft de koning echter ook.

## Plaatsing binnen de verhalencyclus
Het verhaal van koning Joenaan en de geleerde Doebaan is het eerste subverhaal dat verteld wordt binnen Het verhaal van de visser en de djinn, dat op zijn beurt binnen het grotere kaderverhaal (Het verhaal van Sjahriaar en zijn broer) uit de verhalencyclus Duizend-en-een-nacht wordt verteld. De visser vertelt dit verhaal aan de djinn als voorbeeld van een situatie waarbinnen goedheid juist met slechtheid wordt beloond.
Verhalen binnen het verhaal: Het verhaal van de prins en de ghoela.
Volgende verhaal (op dit verhaalniveau): Het verhaal van de betoverde koning.
Zie ook: De verhalenstructuur van Duizend-en-een-nacht.

## Referentie
De voor deze samenvatting gebruikte vertaling en citaten is die van Richard van Leeuwen op basis van de Mahdi-tekst, en houdt de volgorde van de Boelaak-tekst aan.